# Silene argentina
Silene argentina är en nejlikväxtart som först beskrevs av Ferdinand Albin Pax, och fick sitt nu gällande namn av Gilbert François Bocquet. Silene argentina ingår i släktet glimmar, och familjen nejlikväxter. Inga underarter finns listade i Catalogue of Life.